# Affinità protonica
L'affinità protonica, Eap, di una specie chimica X è definita come la variazione di entalpia, cambiata di segno, della reazione di somma di un protone a tale specie X, il tutto in fase gassosa:
X (g)  + H+(g)   →   XH+ (g)
Tale grandezza è presa come la misura della sua basicità intrinseca della specie X in quanto in fase gassosa diluita manca ogni effetto di presenza di controioni, di solvatazione da parte del solvente, vicinanza di altre molecole e ogni altro condizionamento energetico proprio della fase condensata. Nella pratica si considerano, per la specie X, atomi o molecole elettricamente neutri o anionici:
{\displaystyle \mathrm {A^{-}} +\mathrm {H^{+}} \longrightarrow \mathrm {HA} }
{\displaystyle \mathrm {B} +\mathrm {H^{+}} \longrightarrow \mathrm {BH^{+}} }
Queste reazioni in fase gassosa sono quindi reazioni di protonazione (addizioni di un protone nudo, H+, in fase gassosa) e, se condotte su specie neutre (o negative, a maggior ragione), sono sempre esotermiche, ovvero l'energia viene da esse rilasciata: questo è un fatto sperimentale di natura. 
Una delle basi anioniche più forti attualmente conosciute è l'anione metilico CH3- (Eap = 1743 kJ/mol), e questo è una base leggermente più forte dello ione idruro H- (Eap = 1675 kJ/mol), rendendo quindi il metano CH4 uno degli l'acidi più deboli, seguito poco oltre dal diidrogeno H2. La base neutra più forte presente nell'elenco del NIST è l'ossido di cesio Cs2O (Eap = 1442,9 kJ/mol). La base neutra più debole conosciuta è l'atomo di elio (Eap = 177,8 kJ/mol), rendendo lo ione HeH+ l'acido più forte conosciuto. 
È anche possibile valutare l'affinità protonica di ioni o molecole con metodi computazionali basati su calcoli quantomeccanici, con diversi gradi di accuratezza. 
La definizione dell'affinità protonica come l'opposto della variazione dell'entalpia di reazione, ossia Eap = -ΔH è in analogia con altre affinità in chimica, ad es. con l'affinità elettronica, ma anche l'affinità per anioni alogenuro (specialmente F-), o l'affinità per il catione metile CH3+, o per cationi metallici (specialmente Li+). Quindi, il valore di  Eap indica quanta energia viene rilasciata dal sistema in seguito all'avvenuta protonazione di una base X: maggiore è l'affinità protonica, più stabile (entalpicamente) è il suo acido coniugato. Da un punto di vista solo energetico la reazione è spontanea; perciò, se questo divario è grande la base in questione viene considerata forte e, in corrispondenza, l'acido coniugato debole, nella fase gassosa. Ciò si estende al confronto: se una data base ha una Eap maggiore di un'altra, la prima è più forte della seconda. 
Da notare però che l'associazione tout court dell'affinità protonica alla basicità, pur sensata, non tiene conto del termine entropico TΔS: a definire la costante di equilibrio della reazione iniziale è ΔG, non ΔH. Questo è importante anche perché per definire una basicità (o acidità) occorre prima di tutto che ci sia equilibrio chimico (che comprende in sé anche l'equilibrio termico, costanza di T) il quale richiede ΔG. Nella pratica, il termine entropico nella grande maggioranza dei casi è piccolo ristetto a quello entalpico e così sono state compilate, per svariate sostanze, scale di affinità protonica e scale di basicità protonica in fase gassosa (gas basicity) che risultano ben confrontabili nei loro andamenti, con rare eccezioni. Trattandosi di una reazione associativa (che avviene con diminuzione del numero di specie) la variazione di entropia ΔS è quasi sempre negativa, e quindi la basicità protonica in fase gassosa di una data specie risulta quasi sempre numericamente minore della corrispondente affinità protonica. 
Il tipo di basicità in fase gassosa così definita (come anche l'acidità dell'acido coniugato) non è però l'equivalente in fase gassosa della basicità in fase condensata secondo Brønsted: qui, come si vede dalle reazioni sopra, c'è una sola coppia coniugata (A- e HA, oppure B e BH+), non due coppie come nello schema di Brønsted. 
| \| Specie neutre \| | H2   |  | CH4  | NH3  | H2O  | HF   | HCl  | HBr  | HI   |  | SiH4  | PH3  | H2S  |
| ------------------- | ---- |  | ---- | ---- | ---- | ---- | ---- | ---- | ---- |  | ----- | ---- | ---- |
| AP                  | 422  |  | 543  | 854  | 691  | 484  | 557  | 584  | 627  |  | 640   | 785  | 705  |
| BP                  | 395  |  | 521  | 819  | 660  | 457  | 530  | 558  | 601  |  | 613   | 751  | 674  |
| Specie anioniche    | H –  |  | CH3– | NH2– | OH – | F –  | C l– | Br – | I –  |  | SiH3– | PH2– | HS – |
| AP                  | 1675 |  | 1744 | 1688 | 1633 | 1555 | 1395 | 1354 | 1315 |  | 1564  | 1522 | 1470 |
| BP                  | 1649 |  | 1710 | 1657 | 1606 | 1530 | 1373 | 1332 | 1294 |  | 1530  | 1491 | 1441 |
| Specie neutre       |      |  |      |      |      |      |      |      |      |  |       |      |      |

## Affinità protonica e idratazione
L'affinità protonica illustra bene il ruolo che ha l'idratazione negli acidi di Brønsted. L'acido fluoridrico è un acido debole in soluzione acquosa (pKa = 3,15), ma un acido debolissimo in fase gassosa (Eap (F−) = 1554 kJ/mol): lo ione fluoruro è una base forte come l'anione SiH3− in fase gassosa ma, essendo fortemente idratato e quindi stabilizzato, la sua basicità è ridotta in soluzione acquosa. Il contrasto è ancora più evidente per lo ione idrossidoEap = 1635 kJ/mol, uno degli accettori di protoni più forte in fase gassosa. Una sospensione di idrossido di potassio in dimetilsolfossido (che non solvata gli ioni idrossido fortemente come l'acqua) sono marcatamente più basici che in soluzione acquosa, e sono capaci di deprotonare acidi deboli come il trifenilmetano (pKa = ca. 30).
Ad una prima approssimazione, l'affinità protonica di una base in fase gassosa può essere vista come il controbilanciamento (solitamente solo parziale) di un'energia di idratazione estremamente favorevole dei protoni gassosi (ΔE = −1530 kJ/mol), come può essere osservato nelle seguenti stime dell'acidità in fase acquosa.
| Proton affinity          | HHe+(g)  | →   | H+(g)   | + He(g)  | +178 kJ/mol  | [ 4 ]  |  | HF(g)  | →  | H+(g)  | + F−(g)  | +1554 kJ/mol | [ 2 ] |  | H2(g)  | →   | H+(g)  | + H−(g)  | +1675 kJ/mol | [ 2 ]  |
| Hydration of acid        | HHe+(aq) | →   | HHe+(g) |          | +973 kJ/mol  | [ 10 ] |  | HF(aq) | →  | HF(g)  |          | +23 kJ/mol   | [ 8 ] |  | H2(aq) | →   | H2(g)  |          | −18 kJ/mol   | [ 11 ] |
| Hydration of proton      | H+(g)    | →   | H+(aq)  |          | −1530 kJ/mol | [ 8 ]  |  | H+(g)  | →  | H+(aq) |          | −1530 kJ/mol | [ 8 ] |  | H+(g)  | →   | H+(aq) |          | −1530 kJ/mol | [ 8 ]  |
| Hydration of base        | He(g)    | →   | He(aq)  |          | +19 kJ/mol   | [ 11 ] |  | F−(g)  | →  | F−(aq) |          | −13 kJ/mol   | [ 8 ] |  | H−(g)  | →   | H−(aq) |          | +79 kJ/mol   | [ 8 ]  |
| Dissociation equilibrium | He+(aq)  | →   | H+(aq)  | + He(aq) | −360 kJ/mol  |        |  | HF(aq) | →  | H+(aq) | + F−(aq) | +34 kJ/mol   |       |  | H2(aq) | →   | H+(aq) | + H−(aq) | +206 kJ/mol  |        |
| Estimated pKa            | −63      | −63 | −63     | −63      | −63          | −63    |  | +6     | +6 | +6     | +6       | +6           | +6    |  | +36    | +36 | +36    | +36      | +36          | +36    |

Queste stime non sono precise poiché il cambio di energia libera di dissociazione è all'atto pratico una piccola differenza rispetto a due grandi numeri. Nonostante ciò comunque l'acido fluoridrico è correttamente predetto essere un acido debole in soluzione acquosa e il valore stimato della pKa del diidrogeno è in accordo con il comportamento degli idruri alcalini (per esempio l'idruro di sodio) quando usati nelle sintesi organiche.